# Пассаж Яушевых (Челябинск)
Пассаж братьев Яушевых — памятник архитектуры, расположенный в Челябинске. Здание является памятником архитектуры федерального значения. Ныне в нём размещается картинная галерея музея изобразительных искусств.

## История

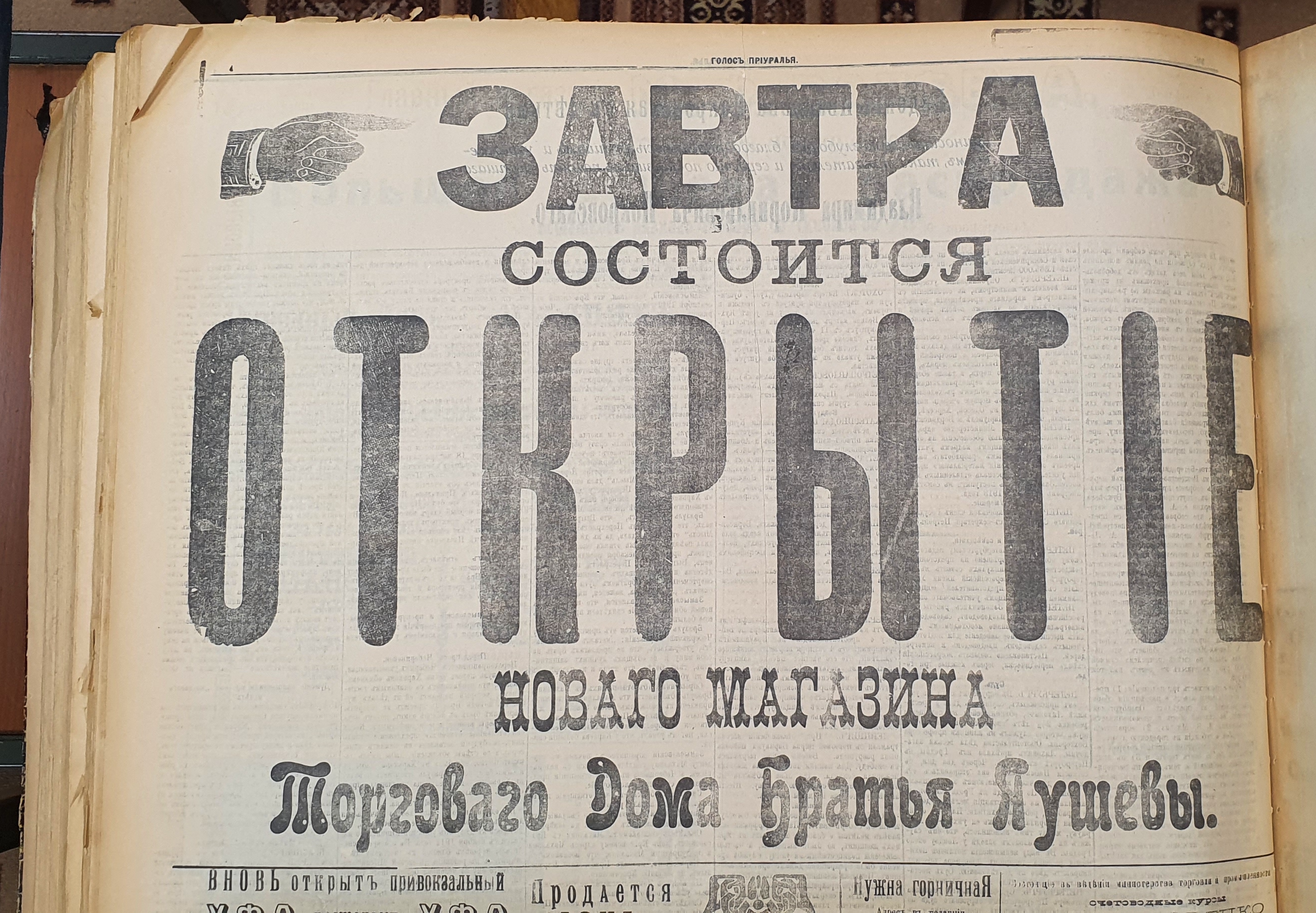
Реклама к открытию Пассажа Яушевых в газете «Голос Приуралья»

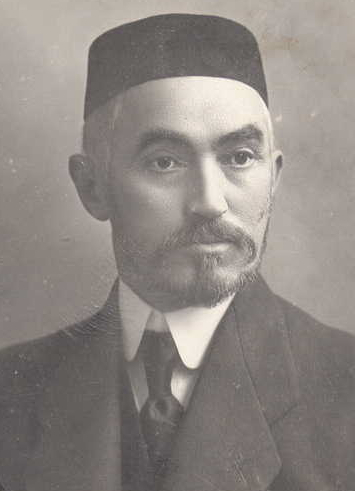
Муллагали Яушев

Пассаж был построен по заказу фирмы братьев Яушевых, троицких купцов первой гильдии. Челябинский торговый дом Яушевых был возведён в 1912—1913 годах по проекту архитектора А. А. Фёдорова, который перед этим был автором проекта пассажа Яушевых в Троицке.
Открытие пассажа состоялось 10 октября 1913 г. В честь открытия Торгового Дома братья Яушевы оплатили обучение десяти ученикам в реальном училище, женской гимназии и торговой школе.
В торговом пассаже размещалось три отделения: рознично-мануфактурное, оптово-мануфактурное и оптово-галантерейное. Магазин предлагал десятки разных тканей, различные другие российские и зарубежные товары.
В октябре 1915 г. пассаж братьев Яушевых пострадал во время бунта женщин-солдаток. В нём были выбиты витрины, которые впоследствии были заменены решётками с обычными оконными стеклами.
С 22 октября 1917 г. из-за «недостатка товара и невозможности его приобретения» рознично-мануфактурное отделение пассажа Яушевых было закрыто. Вскоре здание магазина было национализировано.
В 1922 г. в помещении бывшего магазина братьев Яушевых размещались пехотные командные курсы.
В мае 1923 г. в нём был открыт пассаж Челябинского губернского торгового отдела.
В 1948—1950 гг. за счет внутренних помещений пассажа был увеличен объём примыкающей к пассажу филармонии (ныне — Концертный зал им. С. Прокофьева) во время её реконструкции. Изменился и внешний облик здания: сверху появилась сценическая коробка концертного зала.
В 1949—1956 гг. в нескольких помещениях пассажа располагался Дом Пионеров.
2 февраля 1952 г. в помещении пассажа Яушевых была открыта Челябинская областная государственная картинная галерея (ныне в составе Челябинского государственного музея изобразительных искусств).

## Архитектура
Двухэтажное здание пассажа выстроено из кирпича. Главный фасад обращён на юг, на бывшую Соборную площадь, названную в честь располагавшегося здесь Христорождественского собора. Справа к пассажу примыкает каменный особняк Яушевых. В 1923 году в нём был открыт краеведческий музей, в настоящее время в здании располагается один из отделов Управления Роспотребнадзора по Челябинской области.
Сооружение имело три входа. Главный был расположен по центральной оси и акцентирован аттиком, внутри которого располагалась надпись «Торговый Дом „Братья Яушевы“». Аттик поддерживают спаренные полуколонны на консолях с акантами. В отделке использованы облицовочная керамическая плитка, большеразмерное стекло.
Пассаж Яушевых был оборудован по последнему слову техники, имел автономные паровое отопление и электрическое освещение, подъёмные машины (прообраз современных лифтов).

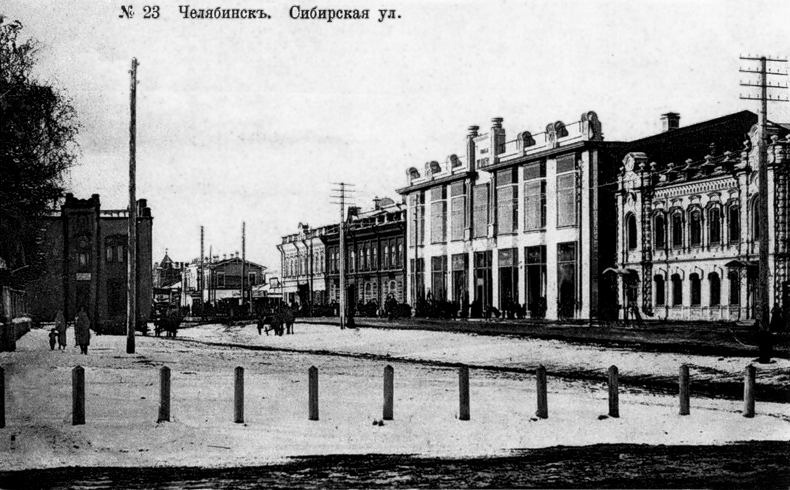
Здание пассажа на улице Сибирской (ныне Труда). Ранее 1917 года. Здание построенной позже филармонии ещё отсутствует
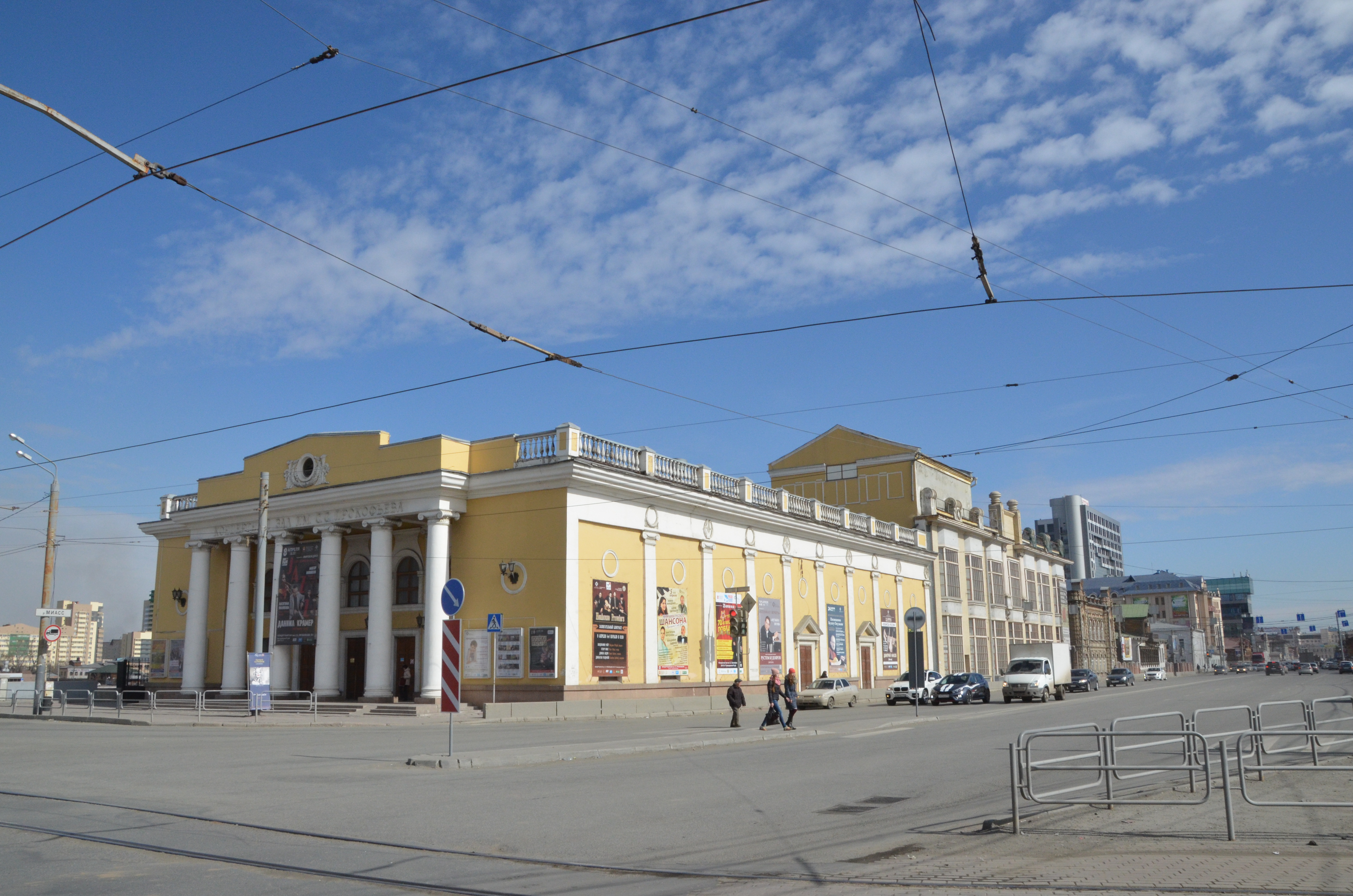
При строительстве филармонии её частично встроили в здание пассажа Яушевых. Ныне оба здания адресно: ул. Труда, 92-а
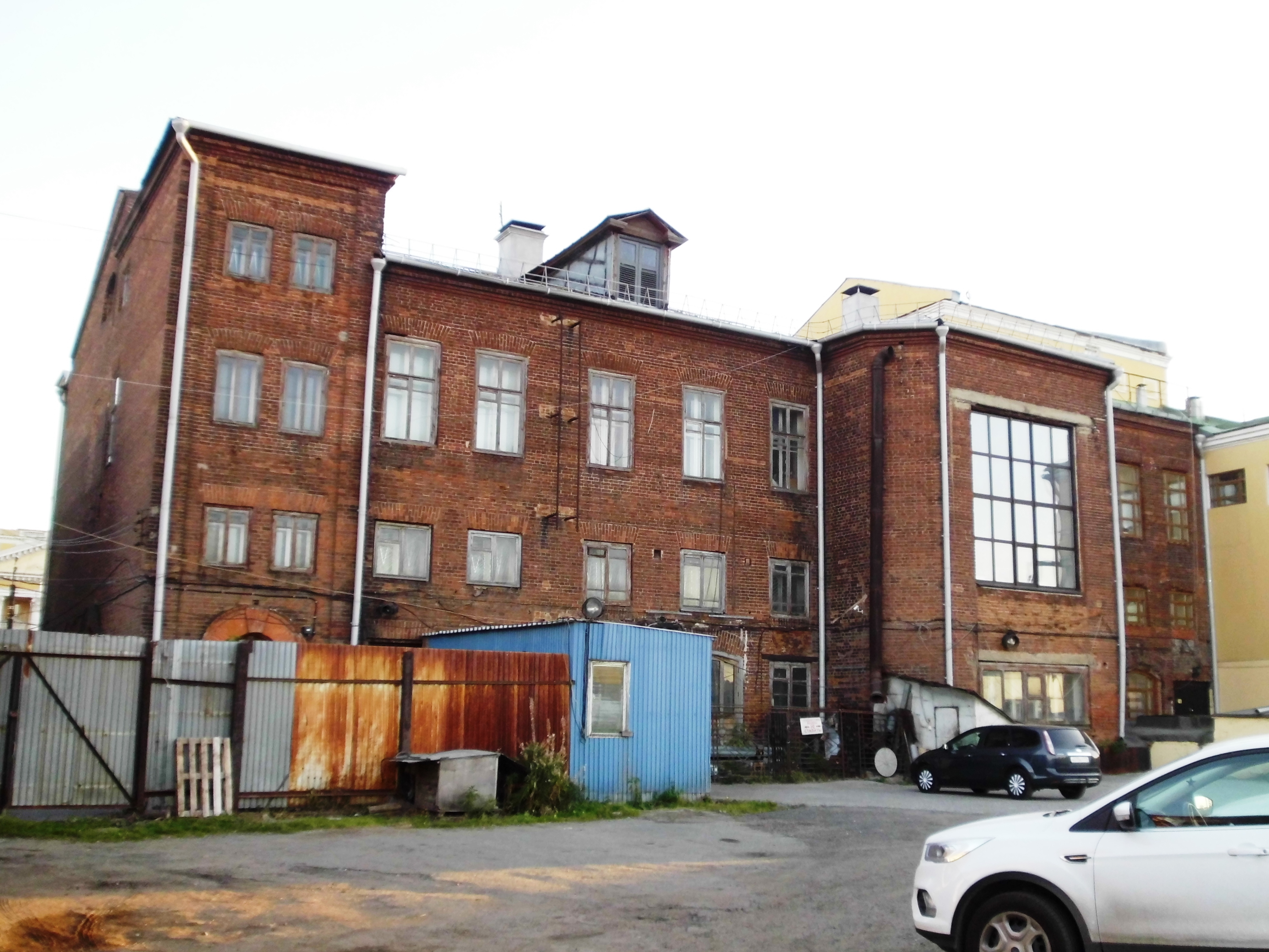
Здание с тыльной стороны (северной, со стороны реки Миасса)